# Amata albionica
Amata albionica  là một loài bướm đêm thuộc chi genus Amata (or Syntomis) trong phân họ Arctiinae, họ Erebidae ("gấu wooly" hay "bướm đêm hổ").